# オギー・ザ・ムービー:過去から未来へ!
『オギー・ザ・ムービー：過去から未来へ！』（フランス語: Oggy et les Cafards, le film、英語: Oggy and the Cockroaches: The Movie）は、2013年のフランスのアニメーション・アンソロジー・コメディ映画である。オリヴィエ・ジャン・マリー監督作品。
日本では劇場未公開。2014年8月31日にカートゥーン ネットワークより放映されている。